# أستراليا المفتوحة 1997
هنا قائمة ببطولات أستراليا المفتوحة لسنة 1997:

## الكبار

### فردي رجال
بيت سامبراس هزم  كارلوس مويا, 6-2, 6-3, 6-3

### فردي سيدات
مارتينا هينغيز هزم  ماري بيرسي, 6-2, 6-2

### زوجي رجال
تود وودبريدج و مارك وودفورد هزم  سيباستيان لاروا و أليكس أوبراين, 4-6, 7-5, 7-5, 6-3

### زوجي سيدات
مارتينا هينغيز و ناتاشا زفيريفا هزم  ليندسي دافنبورت و ليزا ريموند, 6-2, 6-2

### زوجي مختلط
مانون بوليغراف و ريك ليتش هزم  لاريسا سافشينكو نايلاند وجون لافني دي جاغر, 6-3, 6-7(5), 7-5

## الشباب

### فردي أولاد
دانييل إلسنر هزم  ويستلي وايتهاوس, 7-6, 6-2

### فردي بنات
ماريانا لوتيتش هزم  مارلين واينغارتنر, 6-2, 6-2

### زوجي أولاد
ديفيد شيروود و جيمس تروتمان

### زوجي بنات
ماريانا لوتيتش و ياسمين وهير